# Campoplex epinotiae
Campoplex epinotiae är en stekelart som beskrevs av Henry Lorenz Viereck 1912. Campoplex epinotiae ingår i släktet Campoplex och familjen brokparasitsteklar. Inga underarter finns listade.